# Frémery
Frémery är en kommun i departementet Moselle i regionen Grand Est (tidigare regionen Lorraine) i nordöstra Frankrike. Kommunen ligger i kantonen Delme som tillhör arrondissementet Château-Salins. År 2022 hade Frémery 88 invånare.

## Befolkningsutveckling
Antalet invånare i kommunen Frémery
| Referens: INSEE |